# NGC 1864
NGC 1864 је расејано звездано јато у сазвежђу Златна риба које се налази на NGC листи објеката дубоког неба.
Деклинација објекта је - 67° 37' 17" а ректасцензија 5h 12m 40,7s. Привидна величина (магнитуда) објекта NGC 1864 износи 12,9 а фотографска магнитуда 13,1. NGC 1864 је још познат и под ознакама ESO 56-SC79.